# Edmund Kerchever Chambers
 (juillet 2017).
Sir Edmund Kerchever Chambers (16 mars 1866 - 21 janvier 1954), souvent cité sous le nom E. K. Chambers, est un critique littéraire anglais et savant shakespearien. Son histoire en quatre volumes du théâtre élisabéthain, publiée en 1923, demeure un standard pour les spécialistes de théâtre de l'époque. 

## Biographie
Chambers est né à  West Ilsley, Berkshire, son père était vicaire et sa mère était la fille d'un théologien victorien. Il a été éduqué au Marlborough College avant d'intégrer le Corpus Christi College, Oxford. Il gagna de nombreux prix, notamment le prix du chancelier en anglais pour son essai sur la falsification littéraire. Il travailla pour le département national d'éducation avant d'épouser Eleanor Bowman en 1893. 
Dans le nouveau conseil d'éducation, Chambers travailla principalement à la supervision de l'éducation des adultes et à la formation continue. Il devient second secrétaire, mais le travail pour lequel il est reconnu eut lieu en dehors de son bureau, au moins avant qu'il démissionne du Conseil en 1926. Il fut le premier président de la  Malone Society, de 1906 à 1939. Il édita de nombreuses collections de vers pour la Presse de l'Université d'Oxford. Il produisit une œuvre sur le Roi Arthur et une collection privée de poèmes imprimés. 
Cependant, son œuvre majeure, commença bien avant qu’il quitta Oxford et qu'il poursuivit pendant trois décennies, était un excellent examen de l'histoire et des conditions du théâtre des périodes médiévale et de la Renaissance. Son étude, que Chambers (dans la préface de Elizabethan Stage) appela prolégomènes à un "petit livre sur Shakespeare", fut publié en trois tomes. The Medieval Stage, publié en 1903, offre une enquête approfondie sur le théâtre médiéval, couvrant non seulement les interludes assez connus, mais aussi le drame populaire, les scènes de ménestrel et le drame liturgique. The Elizabethan Stage suivit après deux décennies. L'œuvre, bien qu'elle contienne une découverte moins originale que précédemment, demeure les représentations les plus utiles des conditions matérielles du théâtre anglais de la  Renaissance . W. W. Greg le qualifia comme "l'un de ces livres qui, peut-être, ne peut être critiqué adéquatement par aucun humain". Il reste encore d'usage de nos jours. En 1930 vint enfin l'œuvre en deux volumes sur Shakespeare, qui a recueilli et analysé les preuves existantes du travail et de la vie de Shakespeare. 
Durant sa retraite, Chambers produisit des ouvrages sur Coleridge et  Matthew Arnold. Après son déménagement à  Eynsham, Oxfordshire, il revint à l'histoire médiévale, rédigeant un volume sur l"histoire d'Oxford et une étude locale de l'œuvre d'Eynsham. Il mourut en 1954. 
Chambers fut nommé Companion de l'Order of the Bath en 1912,  KBE en 1925. En 1924, il fut élu membre de la  British Academy et sa biographie Samuel Taylor Coleridge fut récompensée en 1938 du James Tait Black Memorial Prize

## Œuvres
- The History and Motives of Literary Forgeries (1891)
- Poems of John Donne (1896, editor)
- The Tragedy of Coriolanus (1898, editor)
- The Mediaeval Stage (2 volumes, 1903)
- Early English Lyrics (1907, editor)
- Carmina Argentea (1918, poems)
- The Elizabethan Stage (4 volumes, 1923)
- Shakespeare: A Survey (1925)
- Arthur of Britain (1927)
- William Shakespeare: A Study of Facts and Problems (2 volumes; 1930)
  - Vol. I
- The Oxford Book of Sixteenth Century Verse (1932, editor)
- The English Folk-play (1933)
- Sir Henry Lee (1936)
- Eynsham Under the Monks (1936)
- Sir Thomas Wyatt and Some Collected Studies (1937)
- S. T. Coleridge (1938) - biographie de Samuel Taylor Coleridge
- Shakespearean Gleanings (1941)
- English Literature at the Close of the Middle Ages (1945)
- Matthew Arnold (1947).